# Heretique
«Heretique» es una canción de la banda noruega de metal gótico Tristania, incluida en su segundo álbum de estudio Beyond the Veil. Fue publicada por el sello Napalm Records en septiembre de 1999.
Los arreglos musicales fueron compuestos por el teclista Einar Moen y el guitarrista Anders H. Hidle, mientras que las letras fueron escritas esencialmente por Moen.
"Heretique" cuenta con la notable participación como cantante invitado de Jan Kenneth Barkved en la voz principal, con la interacción de la voz gutural de Morten Veland.
Contrario a la tendencia habitual en los trabajos de Tristania para esa época, no hay presencia de vocales femeninos. De igual forma la interpretación de coros sinfónicos es mínima, lo que convierte a esta pieza en una de las más potentes del álbum.

## Vídeo musical
Si bien es cierto Tristania nunca realizó un vídeo oficial para esta canción, el director sueco y amigo de la banda Mats Lundberg, hizo una versión personal fílmica de "Heretique", a la que calificó como su "mascota del proyecto"  basado en algunas escenas oscuras en  tono sepia con una animación similar a la de una antigua proyección de cinematógrafo. Esta misma técnica la utilizaría Lundberg (con algunas variaciones) en el vídeo de "Libre" (2005).
Erróneamente, se tiende a considerar como un proyecto oficial de Tristania.

## Créditos

### Tristania
- Morten Veland - Voz gutural, guitarra
- Anders H. Hidle - Guitarra
- Rune Østerhus - Bajo
- Einar Moen - Sintetizadores y programación
- Kenneth Olsson - Batería

### Miembros de sesión
- Jan Kenneth Barkved – Voz principal, coros
- Hilde T. Bommen, Maiken Stene, Sissel B. Stene, Jeanett Johannessen, Rino A. Kolstø – Coros